# Лионкур, Ги де
Ги де Лионкур (фр. Guy de Lioncourt; 1 декабря 1885, Кан — 24 декабря 1961, Париж) — французский композитор и музыкальный педагог.
В 1904 году он поступил в Schola Cantorum, где его первыми учителями стали Леон де Сен-Рекье (гармония), Амедей Гастуэ (григорианский хорал) и Альбер Руссель (контрапункт), а в 1905 году был принят в класс композиции Венсана д’Энди, возглавлявшего школу. В 1912 году женился на племяннице д’Энди и занял должность секретаря-инспектора Schola Cantorum. С 1914 г. преподавал контрапункт. После смерти д’Энди в 1931 году принял от него класс композиции. При этом, согласно завещанию д’Энди, исполнительный комитет должен был выбрать нового директора Schola Cantorum из двух кандидатур — Лионкура и Луи де Серра, однако в итоге не выбрал ни того, ни другого (был избран Нестор Лежён), после чего Лионкур и де Серр вместе с большинством преподавателей и студентов покинули Schola Cantorum и основали новое учебное заведение — Школу Сезара Франка. Там Лионкур преподавал композицию, а с 1941 года и вокал, и после смерти де Серра в 1942 году возглавил школу. В 1955 году вышел в отставку.
Первый заметный успех Лионкура-композитора состоялся в 1918 году, когда он получил присуждаемую Министерством просвещения Франции Премию Ласерра за оперу «Спящая красавица» (фр. La Belle au bois dormant; 1912—1915). В последующем его музыкальном наследии особенно важное место занимают религиозные сочинения (что, безусловно, связано с влиянием Schola Cantorum), нередко в их основе лежит григорианский хорал. Лионкур был редактором четвёртого, заключительного тома «Курса музыкальной композиции» Венсана д’Энди (Париж, 1951). Ему принадлежат также мемуары, опубликованные под названием «Свидетельства о музыке и о жизни в XX веке» (фр. Un Témoignage sur la musique et sur la vie au XXe siècle).

## Список произведений
- Jan de la lune (драма в 3 действиях с прологом), op.58, 1915-21;
- Le mystère de l’Emmanuel (литургическая драма), op.62, 1924
- Le mystère de l’Alleluia (литургическая драма), op.65, 1925-6;
- Le mystère de l’Esprit (литургическая драма), op.96, 1939-40;
- Hyalis, le petit faune aux yeux bleus, op.35, 1909-11;
- La belle au bois dormant, op.48, 1912-15;
- Les dix lépreux (R. des Granges), op.52, 1918-19;
- Le reniement de St Pierre, op.74, 1928;
- Le dict de Mme Saincte Barbe, op.86, 1937;
- Le navrement de Notre-Dame (L. Chancerel), op.100, 1943;
- 3 мессы: op.47, 1914-22; op.99, 1942; op.106, 1948;
- Множество мотетов
- Пьесы для органа
- Фортепианные пьесы
- Фортепианный квинтет, op.27, 1908;
- 3 григорианских мелодии, op.60, для саксофона и органа, 1923;
- Фортепианный квартет, op.63, 1925;
- Струнный квартет, op.83, 1933;
- Множество песен, некоторые с оркестровым сопровождением;
- Хоровые пьесы.